# 饒平客家語
饒平客家語，或饒平客家話（饒平腔台灣客拼：Ngiau Pin Kagˋ Gaˇ Faˋ，客語白話字：Ngiàu-Phìn Hak-kâ-fa）是分佈在廣東潮州市饒平縣的客家人所讲的客家語方言。根據1987年和2012年《中國語言地圖集》，饒平客家語仍屬於未分片的方言島。臺灣也有饒平客家語的分佈，使用這些語言的居民都是於明末清初從饒平縣遷徙到該地區的。

## 分佈
饒平縣的客家語主要分佈在饒平縣北部靠近大埔縣和平和縣的地區，有上善、上饒、饒洋、九村、建饒等鎮及新豐鎮的大部分鄉村、漢江林場食飯溪村、漁村等地都說客家語。1994年《饒平縣志》記載，饒平客家語使用人口17萬，佔全縣約19%。
台灣饒平話的分佈極其鬆散，據研究主要分佈在：
1. 桃園市中壢區過嶺許姓；三座屋張姓。
2. 桃園市平鎮區宋屋王姓；南勢王姓。
3. 苗栗縣西湖劉姓；卓蘭詹姓。
4. 新竹縣湖口和新埔周姓；關西徐姓、鄧姓、鄭姓、陳姓和胡肚的周姓、蘇姓、邱姓、蔡姓和連姓[6]；芎林鄉文林村（紙寮窩）劉姓。
5. 竹北市六家鹿場里林姓、郭姓；六家中興里及東平里林姓。
6. 臺中市東勢福隆里（石角）劉姓。
7. 桃園市八德區霄裡官路缺袁姓。[6]

## 分片
1987年和2012年版的《中國語言地圖集》沒有將饒平客家語歸類在任何一個大片。有不少學者根據饒平話和其他地區客家語的共性，將他們歸類或分片。如：
- 根據《閩南客家話音韻研究》，饒平客家語可與漳州的詔安、南靖、平和、雲霄和潮州揭西地區的客語合併為閩南客家片。[7]
- 根據《台灣饒平客話》，漳州地區的詔安、南靖、平和、雲霄，潮州的饒平，梅州的大埔、豐順可以歸類為客家語漳潮片。內有四個小片，分別為：[8]

1. 漳北小片：南靖
2. 漳南小片：平和、雲霄、詔安
3. 饒平小片：饒平和詔安太平鎮
4. 埔順小片：大埔、豐順

- 除此之外，《台灣饒平客話》還依照音韻特點將台灣饒平客家語分成三個類型[8]：

1. A型：桃園縣除「過嶺」外的饒平姓氏、卓蘭鎮老庄詹姓。
2. B型：新屋鄉犁頭州陳姓、八德市霄裡官路缺袁姓。
3. C型：新竹全縣、過嶺許姓。

## 現況
台灣的饒平話，多數已經成為當地客家語中的隱形話，除了少數幾個聚落說饒平話以外，幾乎沒有整個村里以上的饒平方言島，饒平話大多數已經退入家庭或宗族間溝通時才使用。另彰化縣永靖鄉一帶也曾通行饒平客語，但已福佬客化。其後裔所說的台灣閩南語永靖腔，仍保有該客語方言之特色。

## 音系
以下是饒平縣饒洋鎮的客家語。

### 聲母
饒洋話有21個聲母（包括零聲母）
| 發音部位 | 塞音   | 塞音 | 塞擦音 | 塞擦音 | 鼻音 | 擦音 | 擦音 | 邊音 |
| -------- | ------ | ---- | ------ | ------ | ---- | ---- | ---- | ---- |
| 發音部位 | 不送氣 | 送氣 | 不送氣 | 送氣   | 鼻音 | 擦音 | 擦音 | 邊音 |
| 發音部位 | 清     | 次清 | 清     | 次清   | 次濁 | 清   | 濁   | 次濁 |
| 重唇     | p杯    | pʰ牌 |        |        | m買  |      |      |      |
| 輕唇     |        |      |        |        |      | f水  | v屋  |      |
| 舌尖前   |        |      | ts左   | tsʰ坐  | ȵ娘  | s雙  |      |      |
| 舌尖     | t膽    | tʰ糖 |        |        | n泥  |      |      | l羅  |
| 舌尖面   |        |      | tʃ張   | tʃʰ潮  |      | ʃ屎  | ʒ油  |      |
| 舌根     | k哥    | kʰ褲 |        |        | ŋ瓦  |      |      |      |
| 喉       | Ǿ安    |      |        |        |      | h鞋  |      |      |

### 韻母
饒洋話有53個韻母，包括17個陰聲韻，17個陽聲韻，17個入聲韻和兩個成音節鼻音韻母。

#### 陰聲韻
|      | 無韻尾韻母 | 無韻尾韻母 | 無韻尾韻母 | 無韻尾韻母 | 有韻尾韻母 | 有韻尾韻母 | 有韻尾韻母 | 有韻尾韻母 | 有韻尾韻母 |
| ---- | ---------- | ---------- | ---------- | ---------- | ---------- | ---------- | ---------- | ---------- | ---------- |
| 開口 | ɨ師        | a話        | o歌        | e弟        | ai帶       | oi愛       | eu豆       | au鬧       |            |
| 齊齒 | i徐        | ia借       | io靴       | ie雞       |            |            |            | iau笑      | iu去       |
| 合口 | 雨         |            |            |            | uai外      |            | ui罪       |            |            |

#### 陽聲韻
|      | 雙唇鼻音尾韻母 | 雙唇鼻音尾韻母 | 雙唇鼻音尾韻母 | 舌尖鼻音尾韻母 | 舌尖鼻音尾韻母 | 舌尖鼻音尾韻母 | 舌尖鼻音尾韻母 | 舌尖鼻音尾韻母 | 舌根鼻音尾韻母 | 舌根鼻音尾韻母 | 舌根鼻音尾韻母 |
| ---- | -------------- | -------------- | -------------- | -------------- | -------------- | -------------- | -------------- | -------------- | -------------- | -------------- | -------------- |
| 開口 |                | am柑           | em森           |                | an單           | on肝           | en面           |                | aŋ彭           | oŋ斷           |                |
| 齊齒 | im音           | iam兼          |                | in兵           |                |                | ien眼          | iun銀          | iaŋ青          | ioŋ娘          | iuŋ龍          |
| 合口 |                |                |                |                |                |                |                | un滾           |                |                | uŋ東           |

#### 入聲韻
|      | 雙唇塞音尾韻母 | 雙唇塞音尾韻母 | 雙唇塞音尾韻母 | 舌尖塞音尾韻母 | 舌尖塞音尾韻母 | 舌尖塞音尾韻母 | 舌尖塞音尾韻母 | 舌尖塞音尾韻母 | 舌根塞音尾韻母 | 舌根塞音尾韻母 | 舌根塞音尾韻母 |
| ---- | -------------- | -------------- | -------------- | -------------- | -------------- | -------------- | -------------- | -------------- | -------------- | -------------- | -------------- |
| 開口 |                | ap甲           | ep澀           |                | at滑           | ot渴           | et北           |                | ak伯           | ok索           |                |
| 齊齒 | ip入           | iap接          |                | it筆           |                |                | iet月          | iut屈          | iak額          | iok略          | iuk六          |
| 合口 |                |                |                |                |                |                |                | ut骨           |                |                | uk穀           |

#### 自成音節鼻音
| m毋 | ŋ魚 |

### 聲調
饒洋話有6個聲調，其中平去入分陰陽，而陰上和陰去合併歸類為上聲（或稱陰仄）。
| 調類 | 陰平 | 陰上 | 陰去 | 陰入 | 陽平 | 陽去 | 陽入 |
| ---- | ---- | ---- | ---- | ---- | ---- | ---- | ---- |
| 調號 | 1    | 2    | 3    | 4    | 5    | 7    | 8    |
| 調值 | 11   | 53   | 53   | 2    | 55   | 24   | 5    |
| 例字 | 圈   | 犬   | 勸   | 缺   | 權   | 健   | 傑   |

### 語音特點
這裡的語音特點，一般指和客家語代表音梅縣話有差別之處做出對比，以及和中古音聯繫。

#### 聲母
1. 章組少數字讀f，梅縣讀s，比如唇fin、水fi、稅fe、睡fe。
2. 溪母多數字讀kʰ、梅縣讀f或h，比如褲kʰ、窟kʰut、去kʰiu、起kʰi、闊kʰat、坑kʰaŋ、客kʰak。
3. 古曉匣合口字比梅縣較多讀f、v，比如血fiet、縣vien。
4. 雲母字多讀v，梅縣讀零聲母，比如冤vin、雲vin/vun、云vin、運vin、韻vin、榮vin/ven、永vin、園vien、遠vien。
5. 心、邪、從、崇讀塞擦音、梅縣讀擦音s，比如碎tsʰui、醒tsʰiaŋ、象tsʰioŋ、字tsʰɨ、牸讀tsʰɨ、愁tsʰeu。
6. 濁塞音、塞擦音聲母大部分今讀送氣塞音塞擦音聲母，但也有少部分府不送氣聲母，比如辮pen、幣pi、稻tau、導tau、杜tu、待tai、電ten、召tiau、兆tiau、住tʃu、集tsip、妓ki。
7. 端組仍讀舌尖音，梅縣讀塞擦音tsʰ，比如隊tʰui、賺tʰan。
8. 知組今讀端比梅縣多，比如摘tiak、展ten、珍tin、診tin、鎮tin、召tiau、兆tiau、宙tiu。

#### 韻母
1. e元音特比豐富，主要分佈在
  1. 蟹攝的開口二等精組少數字、開口三等的章組少數字、開口四等端精見組多數字、合口三等章組少數字。
  2. 止攝合口三等章組少數字。
  3. 效攝開口四等端組字全部字。
  4. 咸攝開口二等匣母字全部字、開口四等端組字全部。
  5. 山攝開口二等見及幫影組部分字、開口三等知章組及幫組部分字、開口四等端組和幫組部分、合口三等章組全部字。
  6. 曾攝開口一等端見影少數字、開口三等章、影少數字。
2. 古合口見組今讀沒有u介音（饒洋鎮南邊新豐及建饒有u介音，饒洋有些字有兩讀，饒洋以北四個方言點都沒有u介音）。
3. 流攝一等見組沒有i介音（饒洋鎮南邊新豐及建饒有i介音，饒洋以北四個方言點都沒有i介音）。
4. 臻攝開口主要元音是u。
5. 遇攝一等疑母讀“成音節雙唇鼻音”m，遇攝三等則讀“成音節舌根鼻音”ŋ。
6. 遇攝三等見影精組絕大部分及少數泥來母今讀iu。
7. 山攝三、四等部分沒有i介音。
8. 山攝合口一等桓韻曉、影組、三等仙韻章組三部分字讀an。
9. 遇攝合口三等今逢零聲母讀u。
10. 山合口三等精見組讀ien。
11. 蟹攝開口一等主要元音為a，較少為o。
12. 蟹攝開口二等明母和四等泥母少數字今讀i。
13. 效攝一等部分字讀au，不讀o。
14. 效攝一等明母部分字讀u。
15. 通攝明母少數字元音為o。

#### 聲調
1. 陰上和陰去合併為上聲（或陰仄），陽去獨立。
2. 古次濁上少部分字今讀陰平，大部分讀上聲。
3. 古全濁上部分字今讀陰平，少部分讀去聲。
4. 古清、次清聲母去聲應讀上聲，不過今讀去聲。

## 外部連結
- 饒平大埔詔安客語辭典-饒平分冊
- 台灣客家語常用詞典